# Madison Heights (Virginie)
Madison Heights est une census-designated place située dans le comté d'Amherst, dans l’État de Virginie, aux États-Unis. Lors du recensement de 2020, elle comptait 10 893 habitants.